# 11129 Hayachine
11129 Hayachine (1996 VS5) là một tiểu hành tinh vành đai chính được phát hiện ngày 14 tháng 11 năm 1996 bởi T. Kobayashi ở Oizumi.